# 剣と魔法と学園モノ。
『剣と魔法と学園モノ。』（けんとまほうとがくえんモノ）とは2008年6月26日に株式会社アクワイアより発売されたPlayStation Portable用3DダンジョンRPGである。愛称は「ととモノ。」。
世界中に出現した地下通路の謎を解くためプレイヤーは冒険者を育てる学園に生徒を入学させ、パーティを組み世界各地に点在する地下迷宮を探索する。
2018年4月26日には新規要素を追加したバージョン『剣と魔法と学園モノ。 Anniversary Edition』がNintendo Switch向けに発売、2024年4月26日にはSteam/PlayStation 5版が発売された。シリーズすべてから集めたレア画像や劇中BGMが楽しめるギャラリーモードを搭載している。

## 特徴
基本システムは『ウィザードリィ』シリーズ（以下「Wiz」と略）を踏襲しており、従来のWizにおける冒険者を「生徒」、職業を「学科」と呼ぶなどウィザードリィ エクスと同様、学園物を強く意識した名称に置き換えられている。

## キャラクター

### パルタクス学園関係者
ファインマン
パルタクス学園の校長。種族はヒューマン。
温厚な人物で信頼を集めている。ランツレート学院の校長・コロリョフとはライバル関係にある。
ユーノ
入学させたキャラクターたちの担任教師。種族はヒューマン。
教師としては優秀だが、多少やる気の無い言動が多い。行方不明の姉・ニーナを探している。
ドークス
パルタクス学園の魔術担当教師。種族はエルフ。
ややマッドサイエンティストの気があり、錬金やマジックアイテムのことには目が無い。
ジョルー
パルタクス学園の聖術担当教師。種族はドワーフ。
常に酒を片手に抱えているが、持っている腕前は確か。
ニャオミン
パルタクス学園の盗術担当教師。種族はクラッズ。
購買の受付も受け持っており、お金には非常にうるさい。
ライナ
パルタクス学園の戦術担当教師。種族はヒューマン。
以前は冒険者だったが、「腹ペコの呪い」をかけられてからはファインマンの補佐として働いている。前述の呪いの名前通り、どれだけ食べても満腹感を得られないでいる。
マクスター
パルタクス学園生徒会長。種族はセレスティア。
真面目な人物に見えるが、彼には意外な一面がある。
ターク
パルタクス学園の番長。種族はディアボロス。
新入生徒達の腕前を試す為「折れた木刀」を要求する。
サラ
パルタクス学園の図書委員。クエスト受注の手続きをするなど、生徒達を影でサポートする。
ユマ
パルタクス学園の保健委員。クエスト「聖術カリキュラム上級」で登場。
ルディ
パルタクス学園の保健委員。クエスト「聖術カリキュラム中級」で登場。多少、訛りのある喋り方が特徴。

### マシュレニア学府関係者
エストレッタ
マシュレニア学府の生徒会長。種族はエルフ。
訪れたパルタクスの生徒に突然デートを迫るなど強引な性格であるが根は素直。
ヴィーマ
マシュレニア学府校長。種族はエルフ。
気苦労の多いエストレッタの事を気にかけている。が、何故かエストレッタと一緒に現れる事はない。
ニーナ
ユーノの姉。マシュレニア学府の優秀な生徒だったが、ある日「修行に出る」と言い残したまま姿を消す。

### ランツレート学院関係者
コロリョフ
ランツレート学院校長。種族はヒューマン。
質実剛健の学院にふさわしい厳格な男。
マート
ランツレート学院の寮母。種族はドワーフ。
彼女が作る料理は評判が良く、学院の購買で専売されている。現在では、鍋をなくしてカレーが作れず困っている。
ダグ
ランツレート学院盗術教師。種族はクラッズ。
ニャオミンとは顔見知りの関係。彼女に負けず劣らずの金への執着心をもっている。
メム
ランツレート学院魔術教師。種族はフェアリー。
校庭に生える巨大樹「ダディ・トゥリー」の病気を治す秘薬を探している。
セルン
ランツレート学院聖術教師。種族はヒューマン。
飲みやすい青汁の開発に熱心。
アイラ
ランツレート学院生徒会長。種族はヒューマン。
正直な性格らしく、一言一言に相手への皮肉を込めた発言をする。本人に悪気は無いらしい。学院のアイドルであるらしく、学院の番長をはじめファンが大勢いる。
リサ
ランツレート学院の図書委員。種族はヒューマン。
非常におとなしく物静かな少女。パルタクス学園のサラと面識がある。

### その他
ディモレア
生徒達の前に現れる妖艶な魔術師。種族はディアボロス。
地下迷宮に眠る力を求め、ライフゴーレム達を目覚めさせた。
ライフゴーレム
地下迷宮に眠っていた13体のメカ少女。何者かの命により地下迷宮へ侵入した生徒たちを抹殺すべく立ちはだかる。
アンデッド番長
魔物たちの番長。種族を問わず、相手の心（主に趣味などの拘りや信念）を抜き取る力を持つ。パルタクスの番長と真の番長の証である伝説の鉄ゲタを巡り争う。

## 主な開発スタッフ
- プロデューサー：原神敬幸
- プログラム：金子登茂洋・山岸一弥・青戸亮・柴田恭平・中島徳
- キャラクターデザイン：うし
- サウンド：デザインウエーブ
- シナリオ：株式会社エッジワークス (持田康之・神庭亮介・北原幸彦・新谷辰雄・水稀綾・太田達也)
- エグゼクティブプロデューサー：遠藤琢磨
- 開発：株式会社ゼロディブ
- 発売：株式会社アクワイア

## ノベライズ
- 著者：佐山操、イラスト：病、発行：桜ノ杜ぶんこ

1. 剣と魔法と学園モノ。Lv.1 入学試験は命がけっ!?（2012年1月5日発売、ISBN 978-4-8919-9079-4）
2. 剣と魔法と学園モノ。Lv.2 気がつけば逃亡者!?（2012年8月5日発売、ISBN 978-4-8919-9098-5）
3. 剣と魔法と学園モノ。Lv.3 一目惚れは誘拐と共に!!（2013年2月5日発売、ISBN 978-4-8919-9136-4）
4. 剣と魔法と学園モノ。Lv.4 キルシュトルテ姫暗殺計画!?（2013年7月5日発売、ISBN 978-4-8919-9164-7）
5. 剣と魔法と学園モノ。Lv.5 王座と王女と冒険者!（2013年10月5日、ISBN 978-4-8919-9207-1）